# Arthur Carnell
Pour les articles homonymes, voir Carnell.
Arthur Ashton Carnell, né le 21 mars 1862 à Somers Town (en) et mort le 11 septembre 1940 à Bedford Park (en), est un tireur sportif britannique. 

## Palmarès
- Jeux olympiques de 1908 à Londres (Royaume-Uni) :
  -  Médaille d'or de l'épreuve de 50 m rifle couché (60 coups).